# 1970년 미스코리아
1970년 미스코리아는 1970년 4월 6일에 서울특별시 종로구의 서울시민회관에서 열린 열세 번째 미스코리아 선발대회이다.

## 입상자
| 대회 |        | 진 (眞) | 선 (善) | 미 (美) |
| ---- | ------ | ------- | ------- | ------- |
| 본선 | 유영애 | 김인숙  | 이정희  |         |

## 같이 보기
- 미스코리아 선발대회